# Mistrzostwa Europy w Lekkoatletyce 1958 – pchnięcie kulą kobiet

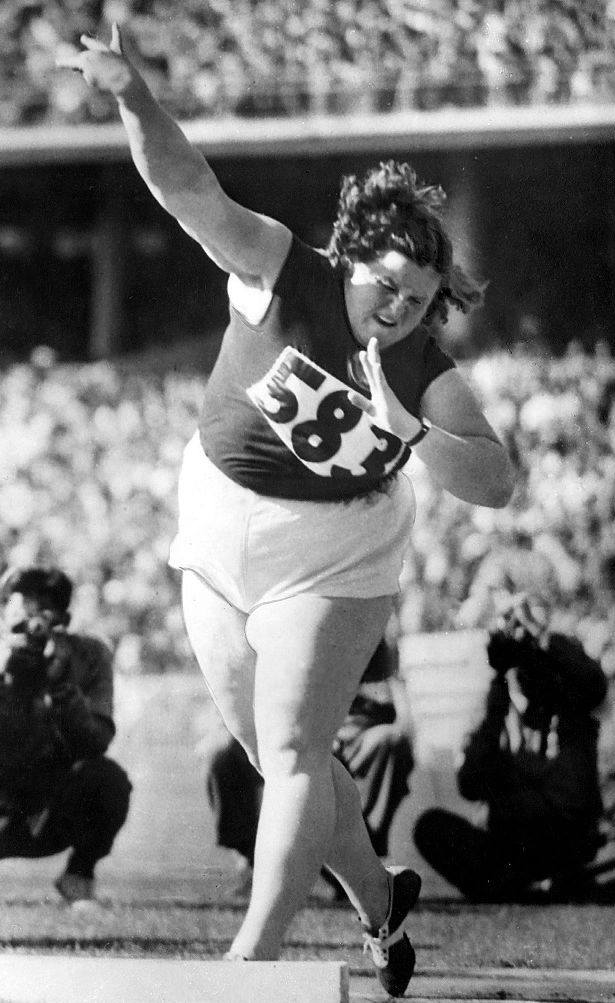
Tamara Tyszkiewicz

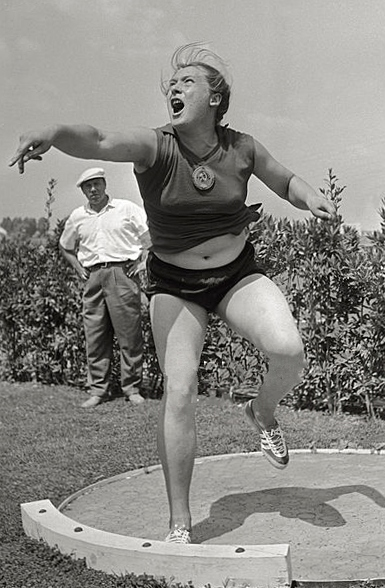
Tamara Press

Pchnięcie kulą kobiet było jedną z konkurencji rozgrywanych podczas VI Mistrzostw Europy w Sztokholmie. Rozegrano od razu finał 23 sierpnia 1958. Zwyciężczynią tej konkurencji została zawodniczka wspólnej reprezentacji Niemiec Marianne Werner. W rywalizacji wzięło udział dwanaście zawodniczek z ośmiu reprezentacji.

## Rekordy
| Rekord świata     | Galina Zybina (SUN) | 16,76 | Taszkent, ZSRR    | 13.10.1956 |
| Rekord Europy     | Galina Zybina (SUN) | 16,76 | Taszkent, ZSRR    | 13.10.1956 |
| Rekord mistrzostw | Galina Zybina (SUN) | 15,65 | Berno, Szwajcaria | 26.08.1954 |

## Wyniki
| Miejsce | Zawodniczka        | Wynik | Uwagi |
| ------- | ------------------ | ----- | ----- |
| 1       | Marianne Werner    | 15,74 | CR    |
| 2       | Tamara Tyszkiewicz | 15,54 |       |
| 3       | Tamara Press       | 15,53 |       |
| 4       | Johanna Lüttge     | 15,19 |       |
| 5       | Suzanne Allday     | 14,66 |       |
| 6       | Ana Conan          | 14,55 |       |
| 7       | Lore Klute         | 14,48 |       |
| 8       | Milena Usenik      | 14,20 |       |
| 9       | Karin-Inge Halkier | 12,91 |       |
| 10      | Simone Saenen      | 12,05 |       |
| 11      | Anni Pöll          | 11,74 |       |
| 12      | Fry Frischknecht   | 11,50 |       |